# Berden (winkelketen)
Berden is een Nederlands retailbedrijf met modewarenhuizen en meubelzaken. Het bedrijf is actief sinds 1902. Anno 2025 wordt het bedrijf nog steeds geleid door de familie Berden.  

## Geschiedenis
In 1902 opende Agnes Berden-Trienekes een manufacturenwinkeltje in Blerick. In 1909, toen de winkel goed liep, trad haar echtgenoot Sjang Berden toe tot de winkel als eerste vertegenwoordiger. In 1941 werd de winkel overgedragen aan hun zoon Wiel en zijn echtgenoot Gritje. In 1951 werd een nieuwe winkel geopend aan de Pontanusstraat in Blerick met dames- en herenmode en een kleine afdeling voor woninginrichting. De nieuwe winkel groeide door en in 1967 werden plannen gemaakt voor een nieuwe woninginrichtingszaak, welke in 1969 werd geopend in dezelfde straat in Blerick.         
Vanaf 1974 werd het eerste filiaal geopend, een meubelzaak in Roermond en een centraal magazijn voor Berden Meubelen. In 1976 werd een meubelzaak in Venray geopend.          
In 1995 werd het warenhuis Schunck in Heerlen overgenomen. Tot 2006 werd het warenhuis geëxploiteerd onder de naam Berden-Schunck, waarna de naam Schunck uit de naam verdween. In 1995 opende Berden een 6.000 m² grote meubelzaak op de meubelboulevard in Venlo.
In januari 2002 nam Berden de twee filialen van meubelzaak Van Sloun in Sittard over. In 2003 werd de webshop van Berden geopend. In 2006 werd de meubelzaak Pot Interieur met een oppervlakte van 15.000 m² in Axel overgenomen.
In 2010 opende Berden twee Auping-Plaza's, in Venlo en Heerlen. In 2011 werd een Mexx-winkel geopend in Heerlen, die in maart 2014 weer werd verkocht. In 2012 werd een Montel-vestiging in Venlo geopend. In hetzelfde jaar werd de Intersportwinkel van Berden in Blerick gesloten, omdat de zaak niet goed genoeg liep en de verkoop van sportartikelen niet tot de kernactiviteiten van de groep behoort. In oktober 2013 werden er Auping-Plaza's in  Amsterdam, Rotterdam en Ede geopend. In 2015 werd de interieurwinkel Houweling in Alphen aan de Rijn overgenomen. In 2016 nam Berden de filialen in Roermond, Uden, Veghel en Varsseveld (met de naam Duthler) over van het failliete HoutBrox. In september 2018 werd de voormalige Duthler in Varsseveld omgedoopt tot Berden.
In 2021 werd de interieurwinkel Doornebal in Lienden overgenomen. Eind 2021 wordt de vestiging van HoutBrox in Uden omgedoopt tot Berden en de vestiging in Veghel volgde in 2022. Op 1 juli 2022 opende Berden een Auping-Plaza in Almere. In 2022 werd de interieurwinkel Matser in Wageningen overgenomen. Op 1 februari 2023 werd het voormalige HoutBrox-filiaal in Veghel gesloten. Op 30 maart 2024 wordt de nieuwbhouw van Berden in het centrum van Blerick geopend. In augustus 2024 werd de interieurwinkel van Berden in Venlo gesloten. In 2024 nam Berden het oude V&D-pand aan de markt in Sittard over. Na een renovatie zal hier in 2027 onder meer het warenhuis van Berden in Sittard worden gehuisvest, dat tot dan toe aan de Steenweg gevestigd is.